# Ohm (cráter)

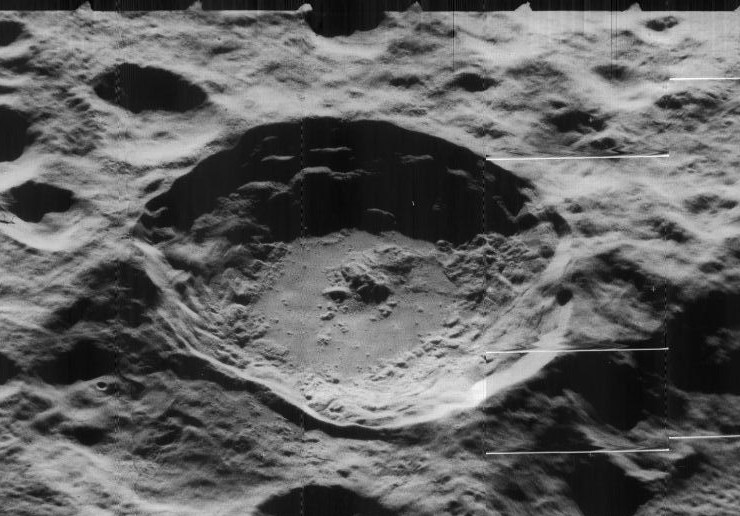
Imagen oblicua de la misión Lunar Orbiter 5, mirando al oeste.

Ohm es un cráter de impacto perteneciente a la cara oculta de la Luna. Se encuentra al sur del cráter Comrie. El cráter satélite Comrie K está conectado al borde noreste de Ohm. Al noroeste se halla el cráter de mayor tamaño Shternberg, y al suroeste aparece Kamerlingh Onnes.
|  |

Este cráter se encuentra en el origen de un extenso sistema de marcas radiales que abarca varios cientos de kilómetros a través del terreno lunar circundante. La superficie exterior en aproximadamente 20-30 km está relativamente libre del material de las marcas, pero más allá de ese perímetro aparece una falda de albedo más alto, con los radios que se extienden al noroeste, al este-noreste, y al sur. El cráter forma parte del Período Copernicano.
|  |  |

El borde exterior de Ohm está claramente definido, excepto en el extremo sur, donde es algo irregular. La superficie interior desciende hasta un manto interior de material desprendido que se inclina hasta alcanzar el suelo interior. El cráter carece de un pico central notable.